# Malcolm McGowan
Malcolm R. McGowan (født 24. oktober 1955 i London, England) er en engelsk tidligere roer.
McGowan var med i Storbritanniens otter, der vandt sølv ved OL 1980 i Moskva. Briterne blev i finalen kun besejret af Østtyskland, der vandt guld, mens Sovjetunionen tog bronzemedaljerne. Den øvrige besætning i briternes båd var Duncan McDougall, Allan Whitwell, Henry Clay, Andrew Justice, Andrew Justice, John Pritchard, Richard Stanhope og styrmand Colin Moynihan. Han var også med i båden ved OL 1984 i Los Angeles, hvor briterne blev nr. 5.

## OL-medaljer
- 1980:  Sølv i otter